# جسر الوحدة

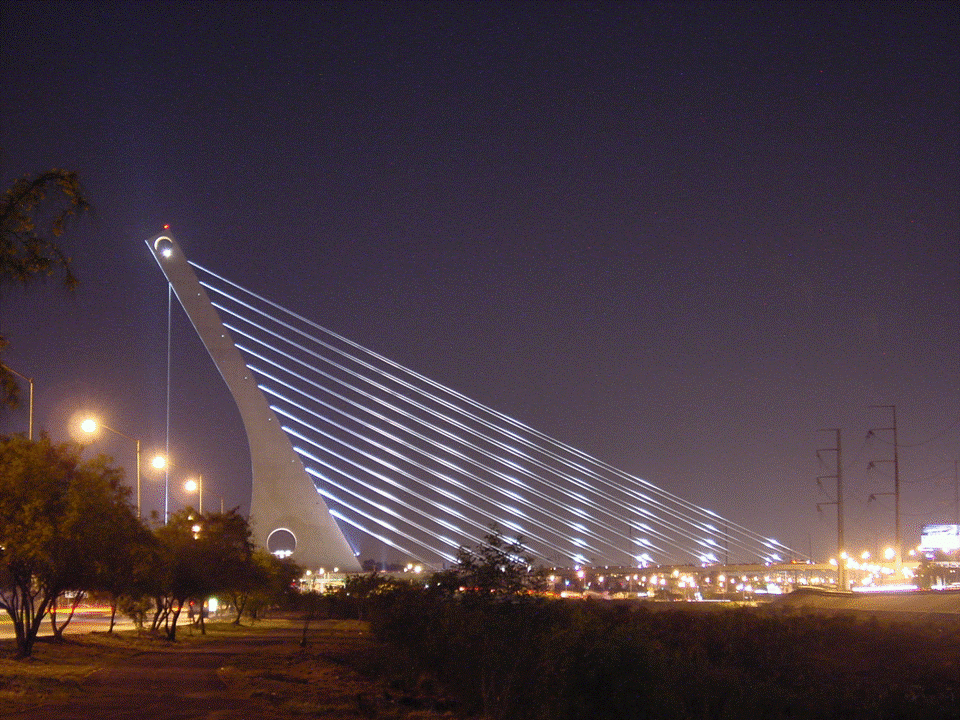
جسر الوحدة في مونتيري.

جسر الوحدة (بالإسبانية: Puente de la Unidad) جسر يقع في مونتيري، المكسيك. يمتد مسافة 304 متر على نهر سانتا كاترينا. تم بنائه على ارتفاع 134 متر، واكتمل في عام 2003، وهو من تصميم المعمار دانيال تاسين ، ومبني على أساس إنشائي يُدعى "Cable-stayed bridges" خاص بالجسور المعلقة.